# The Rite of Spring (Hubert Laws)
| Recensione | Giudizio |
| ---------- | -------- |
| AllMusic   |          |

The Rite of Spring è un album del flautista jazz statunitense Hubert Laws, pubblicato dall'etichetta discografica CTI Records nel settembre del 1971.

## Tracce

### LP
Lato A
1. Pavane – 7:40 (musica: Gabriel Fauré)
2. The Rite of Spring – 9:02 (musica: Igor' Fëdorovič Stravinskij)

Lato B
1. Syrinx – 3:32 (musica: Claude Debussy)
2. Brandenburg Concerto #3 (First Movement) – 5:59 (musica: Johann Sebastian Bach)
3. Brandenburg Concerto #3 (Second Movement) – 4:27 (musica: Johann Sebastian Bach)

## Musicisti
- Hubert Laws – flauto
- Gene Bertoncini – chitarra
- Stuart Scharf – chitarra (brani: Brandenburg Concerto)
- Bob James – pianoforte, pianoforte elettrico, clavicembalo elettrico
- Dave Friedman – vibrafono, percussioni
- Wally Kane – fagotto
- Jane Taylor – fagotto (brani: Brandenburg Concerto)
- Ron Carter – contrabbasso
- Jack DeJohnette – batteria
- Airto Moreira – percussioni

Note aggiuntive
- Creed Taylor – produttore
- Registrazioni effettuate nel giugno 1971 al Van Gelder Studio, Englewood Cliffs, New Jersey
- Rudy Van Gelder – ingegnere delle registrazioni
- Pete Turner – foto copertina album originale
- Dean Brown – foto interno copertina album originale
- Bob Ciano – design copertina album originale [3]